# Scanner Access Now Easy
Scanner Access Now Easy (SANE) is een API die toegang biedt tot scanners om afbeeldingen te digitaliseren. Aangezien het een API is, en dus een backend, biedt SANE geen grafische gebruikersomgeving. Er zijn echter twee grafische omgevingen van derden voor SANE beschikbaar: Simple Scan en XSane.
SANE is beschikbaar voor Windows, Linux, OS/2 en Unix. SANE wordt uitgebracht onder de GPL, een vrijesoftwarelicentie. Met Ubuntu wordt SANE meegeleverd met de grafische schil Simple Scan.